# Dichagyris griseotincta
Dichagyris griseotincta är en fjärilsart som beskrevs av Wagner 1931. Dichagyris griseotincta ingår i släktet Dichagyris och familjen nattflyn. Inga underarter finns listade i Catalogue of Life.